# David Empringham
David Empringham est un pilote automobile canadien né le 28 décembre 1963 à Toronto, Ontario (Canada).
- Champion de Formule Atlantique en 1993 et 1994
- Champion Indy Lights en 1996
- Champion en catégorie GS de la série Grand-Am Cup en 2005
- Champion en catégorie GS de la série Continental Tire Sports Car Challenge en 2012

- Trois fois vainqueur en Formule Atlantique au Grand Prix de Trois-Rivières en 1993, 1994 et 1995.

Au cours de sa carrière, David Empringham a participé à plusieurs épreuves d'endurance, dont les 24 Heures du Mans, les 24 Heures de Daytona, les 12 Heures de Sebring et les 6 heures de Watkins Glen.